# Róbert Pobožný
Róbert Pobožný (30. května 1890, Tisovec – 9. června 1972, Rožňava) byl slovenský římskokatolický duchovní a 15. biskup-apoštolský administrátor Rožňavské diecéze. Na biskupa byl vysvěcen v roce 1949 nedlouho před začátkem pronásledování katolické církve komunistickým režimem v Československu. Z těchto důvodů se také nestal sídelním biskupem, ale pouze administrátorem, což byl úřad, který zastával až do své smrti.

## Životopis
Pocházel z rodiny slévače železa (ferri fusor) Benjamína Pobožného a Márie rozené Schmidt. Gymnaziální studia absolvoval v Rožňavě. Teologii studoval na Pázmaneu ve Vídni. Svá studie zde dovršil získáním titulu doktora teologie v roce 1915. V roce 1913 byl v Rožňavě vysvěcen za kněze. S výjimkou krátkého působení v Gelnici jako kaplan a nuceného pobytu v izolaci v Čechách v padesátých letech 20. století působil neustále na biskupském úřadě v Rožňavě v různých funkcích.
Po rozpadu Rakousko-Uherska a vzniku ČSR se účastnil jednání mezi československou vládou a Svatým stolcem o řešení církevních poměrů v ČSR. Byl i členem komise, která připravovala smlouvu Modus Vivendi.
Po smrti biskupa Michala Bubniče ho 22. února 1945 sídelní kapitula zvolila za kapitulní vikáře. V roce 1948, také s ohledem na jeho zkušenosti s vyjednáváním mezi Vatikánem a státem, se z pověření biskupů Slovenska zúčastnil jednání na Ústředním výboru Národní fronty v Praze.
22. června 1949 ho papež Pius XII. Jmenoval titulárním biskupem neilinským. Na biskupa byl vysvěcen v Trnavě 14. srpna 1949 a hlavním světitelem byl olomoucký arcibiskup Josef Matocha. Diecézi spravoval až do své smrti jako apoštolský administrátor a nikdy nebyl oficiálně jmenován rožňavským biskupem.
Poté, co komunistická vláda násilně rozpustila kněžské semináře a řehole, biskup Pobožný tajně vysvětil několik kněží. Nejznámějším takovým svěcením bylo vysvěcení Pavla Hnilici, SJ nejprve na kněze a následně 2. ledna 1951 na biskupa. Toto svěcení proběhlo bez vědomí Svatého stolce v rámci tzv. mexických fakult a následně bylo akceptováno bez jakýchkoliv výhrad.
Postupně byl státem izolován od kněží a věřících a fakticky byl internován v domácím vězení v biskupské rezidenci. V roce 1953 ho spolu s dalšími českými a slovenskými biskupy internovali do Myštěvsi u Nového Bydžova a následně do Roželova (dnes součást obce Hvožďany v okrese Příbram), kde pak byl až do roku 1956.
V letech 1963–1965 se Róbert Pobožný zúčastnil zasedání II. Vatikánského koncilu s výjimkou prvního zasedání. Během svého pobytu v Římě písemně informoval papeže Pavla VI. o tajném biskupském svěcení Pavla Hnilici. Papež následně svěcení potvrdil.
V letech 1965–1969 jako předseda Slovenské liturgické komise se Róbert Pobožný významnou měrou zasloužil o zavedení nového obřadu mše svaté, který byl zaveden v rámci liturgické reformy po II. vatikánském koncilu. Na Slovensku byl obnovený obřad mše definitivně zaveden 1. adventní nedělí 30. listopadu 1969. První vzorová mše svatá byla slavena 10. listopadu 1969 v kostele sv. Františka Xaverského v Rožňavě.
Zemřel v Rožňavě 9. června 1972. Po jeho smrti zůstal biskupský stolec neobsazený až do roku 1990, kdy byl novým biskupem jmenován Eduard Kojnok.